# Бомбен атентат срещу „Невски Експрес“
Бомбеният атентат срещу „Невски Експрес“ е терористичен акт, извършен на 27 ноември 2009 г., в 21 часа 34 минути в Русия срещу скоростния пътнически влак „Невски Експрес“ № 166, пътуващ от Москва за Санкт Петербург, на 285 км от гара Альошинка, Тверска област, до границата с Новгородска област.
В резултат от терористичния акт влаковата композиция дерайлира, като в катастрофата загиват 26 души, а 90 са ранени. При катастрофата на борда на „Невски Експрес“ се намират 682 души, включително персоналът на влака.

## Обстоятелства
Цел на терористите е бил пътническият влак е – 44 мин. преди да премине „Невски Експрес“, по същото трасе преминава невредим произведеният от компанията „Сименс“ скоростен влак „Сапсан“, който извършва пробен пробег.
Взривното устройство е поставено под релсите и е задействано при преминаването на електровоза „ЧС200-010“. В резултат е откъснато парче от релсите с размер около 50 см. Локомотивът и основната част от вагоните преминават над откъснатото място поради високата скорост на композицията (около 200 км/ч), но 3 поредни вагони дерайлират. На мястото на произшествието е открит кратер, дълбок около 1 м.
Възбудено е криминално дело по член 205 (терористичен акт) и член 222 (незаконно притежаване и използване на взривни вещества). Назначена е взривно-техническа експертиза. По мнение на следователи е било поставено самоделно взривно устройство с мощност 7 кг тротилов еквивалент.
По данни на вестник „КоммерсантЪ“ на 2 декември 2009 г. следствието разработва версията, че към терористичния акт е съпричастна група от 4 лица от Кавказ, които наемат преди това стая в къща, разположена близо до село Ликошино.

## Загинали
- 1. Николай Николаевич Аксаментов (1956 г.)
- 2. Марат Тухтамуратович Вахабов (1954 г.)
- 3. Олег Викторович Галактионов (1981 г.)
- 4. Андрей Викторович Голопуров (1967 г.)
- 5. Павел Игоревич Дерцакян (1982 г.), специалист по оптико-електронни прибори и системи
- 6. Вадим Геннадьевич Дунаев (1972 г. р.)
- 7. Сергей Владимирович Еремичев – сътрудник на президента на РФ (1956 г.)
- 8. Борис Михайлович Евстратиков – ръководител на „Росрезерв“ (1958 г.)
- 9. Наталя Юриевна Караваева (1983 г.)
- 10. Александър Лвович Кирянов – директор на московския „Център за международни превози“ (1965 г.)
- 11. Виталий Виталиевич Ковальов – водещ специалист в „Обединена административно-техническа инспекция“, Москва (1958 г.)
- 12. Вера Викторовна Козлова (1983 г.)
- 13. Мария Дмитриевна Кузмина (1979 г.)
- 14. Евгений Викторович Кукушкин (1978 г.) – IT директор на Фонд „Петербургский Международный экономический форум“
- 15. Олег Евгениевич Лазаренко (1974 г.)
- 16. Владимир Викторович Ляшенко (1967 г.)
- 17. Людмила Борисовна Мухина, заместник-началник на управление „Наука и образование“ в „Руски риболов“ (1949 г.)
- 18. Алексей Павлович Салников (1962 г.)
- 19. Татяна Алексеевна Скворцова (1981 г.)
- 20. Смирнов Андрей Борисович (по данни от в. „МК“ презимето му е Владимирович)
- 21. Сергей Борисович Тарасов – ръководител на компания „Российские автомобильные дороги“ (1959 г.)
- 22. Маргарита Павловна Троицкая (1989 г.)
- 23. Любов Александровна Фокина (1978 г.), бременна с близнаци
- 24. Антон Геннадиевич Халецки – юрист на телекомпания „Russia Today“ (1977 г.)
- 25. Олга Лвовна Цейтлина (1969 г.)
- 26. Александър Сергеевич Шипилов (1956 г.)

Забележка: В скоби е годината на раждане.